# 100000 (število)
Sto tisoč (100000) je naravno število, ki leži med številoma 99999 in 100001.